# Кэдбери, Уильям
Уильям Эдлингтон Барроу Кэдбери (англ. William Adlington Barrow Cadbury; 1867—1957) — английский предприниматель, производитель всемирно известного шоколада Cadbury. Внук Джона Кэдбери, основателя компании.

## Биография
Родился в Бирмингеме 17 февраля 1867 года. Образование получил в квакерской школе. Работать в компании Cadbury начал в 1887 году. В 1905 году ввёл в эксплуатацию первый логотип Cadbury. А в 1921 представил рукописный логотип Cadbury, основанный на собственной подписи.

### Семья
В возрасте 24 лет женился на 27-летней Джеральдин Саутолл (Geraldine Southall, в замужестве госпожа Джеральдин Кэдбери (Dame Geraldine Cadbury), 1864—1941), также происходившей из семьи квакеров. Церемония бракосочетания состоялась 8 сентября 1891 года в Бирмингеме, в молитвенном доме Религиозного общества Друзей (Квакеров). Впоследствии его супруга стала видным общественным деятелем, реформатором в области ювенального правосудия. В браке у них родились трое детей: Дороти Эдлингтон (Dorothy Adlington, 1892—1987), Пол Стрэнгман (Paul Strangman, 1895—1984) и Джеральдин Мэри (Geraldine Mary, 1900—1999) Кэдбери.
Уильям Кэдбери скончался в возрасте 90 лет в Бромсгрове, графство Вустершир.